# Termes (Lozère)
Termes – miejscowość i gmina we Francji, w regionie Oksytania, w departamencie Lozère.
Według danych na rok 1990 gminę zamieszkiwały 172 osoby, a gęstość zaludnienia wynosiła 10 osób/km² (wśród 1545 gmin Langwedocji-Roussillon Termes plasuje się na 735. miejscu pod względem liczby ludności, natomiast pod względem powierzchni na miejscu 460.).